# Årsta SK
Årsta SK var en idrottsförening från Stockholm som grundades 1921. Åren 1941–1953 spelade man nio säsonger i Division II. Säsongen 1942/1943 vann man Division II Södra och deltog i kvalet till Svenska serien utan att lyckas ta en plats. Föreningen upphörde 1968 genom en sammanslagning med Aspuddens SK till IFK Aspudden